# Клајн Роган
Клајн Роган (њем. Klein Rogahn) општина је у њемачкој савезној држави Мекленбург-Западна Померанија. Једно је од 89 општинских средишта округа Лудвигслуст. Према процјени из 2010. у општини је живјело 1.315 становника. Посједује регионалну шифру (AGS) 13054054.

## Географски и демографски подаци
Клајн Роган се налази у савезној држави Мекленбург-Западна Померанија у округу Лудвигслуст. Општина се налази на надморској висини од 40 метара. Површина општине износи 11,0 km². У самом мјесту је, према процјени из 2010. године, живјело 1.315 становника. Просјечна густина становништва износи 120 становника/km².